# Lista över Costa Ricas fåglar

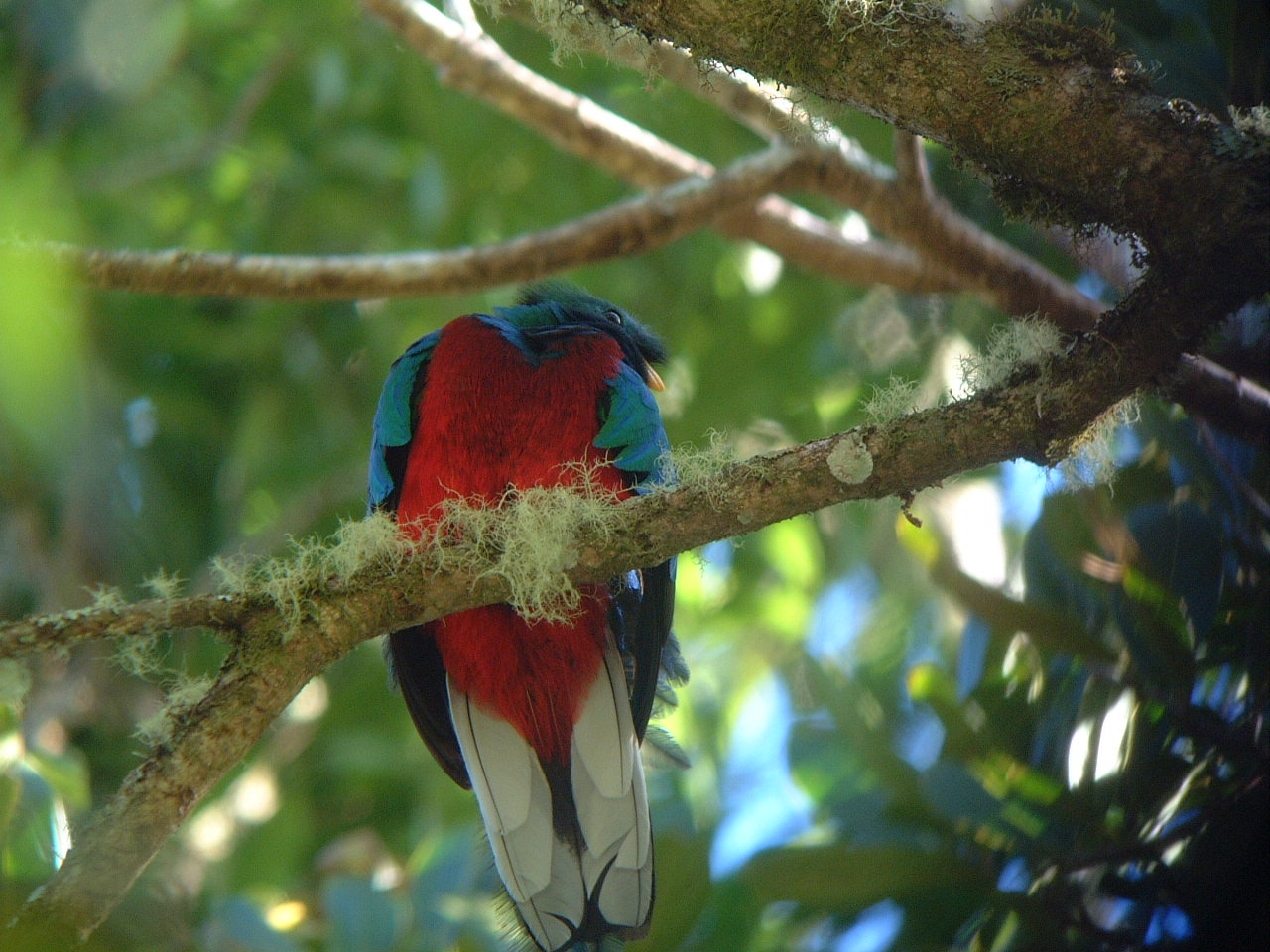
Praktquetzal, hane.

Även om Costa Rica är ett litet land ligger det i den fågelrika neotropiska regionen och har ett stort antal fågelarter för sin area. 894 olika fågelarter har skådats i landet (Cocos Island inkluderat), mer än hela USA och Kanada tillsammans. Av dessa arter är sju endemiska och 19 är globalt hotade. Den officiella listan från Asociación Ornitológica de Costa Rica innehåller 857 arter.
Cirka 600 arter är permanent bosatta i landet, och majoriteten av övriga arter är flyttfåglar från Nordamerika under vinterhalvåret.
En stor del av mångfalden beror på den stora mängden olika bomiljöer som finns i Costa Rica, däribland mangroveträsk längs Stillahavskusten, de fuktiga karibiska kustslätterna i nordöst, torra norrliggande stillahavslågland, och flerfaldiga bergskedjor som bildar en ryggrad genom landet som sträcker sig upp till 3 500 meter. Dessa bergskedjor, där den största är Cordillera de Talamanca, utgör en geografisk barriär som gjort det möjligt för närbesläktade men olika arter att utvecklas på olika sidor om bergskedjan. Ett bra exempel på denna artbildning är vitkragad manakin (Manacus candei) på den karibiska sidan, vilken skiljer sig från orangekragad manakin (Manacus aurantiacus) på stillahavssluttningen.
Tidigare gjorde höga vattennivåer bergen till högland, och isolering ledde återigen till att specifika arter utvecklades, med över 30 som nu var endemiska i bergen, särskilt bergskedjan Talamanca som sträcker sig från södra Costa Rica in i Panama.
Costa Ricas nationalfågel är den vanliga lerfärgade trasten.

## Tinamoer(Tinamidae)
- Höglandstinamo Nothocercus bonapartei
- Större tinamo Tinamus major
- Mindre tinamo Crypturellus soui
- Skiffertinamo Crypturellus boucardi
- Snårtinamo Crypturellus cinnamomeus

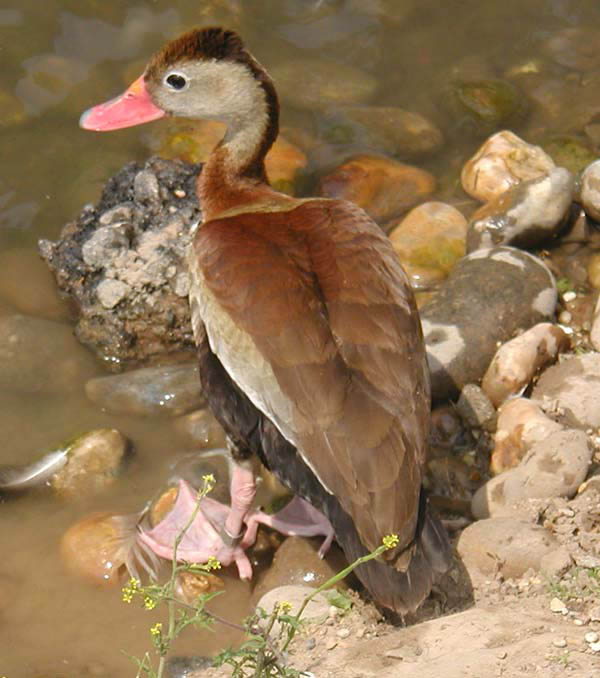
Svartbukig visseland

## Änder(Anatidae)
- Vithuvad visseland Dendrocygna viduata – Utdöd?
- Svartbukig visseland Dendrocygna autumnalis
- Brun visseland Dendrocygna bicolor
- Bläsgås Anser albifrons – Tillfällig
- Kamand Sarkidiornis sylvicola – Tillfällig
- Myskand Cairina moschata
- Blåvingad årta Spatula discors
- Kanelårta Spatula cyanoptera
- Skedand Spatula clypeata
- Amerikansk bläsand Mareca americana
- Gräsand Anas platyrhynchos
- Bahamaand Anas bahamensis – Tillfällig
- Stjärtand Anas acuta
- Kricka Anas carolinensis
- Svartnäbbad brunand Aythya valisineria – Tillfällig
- Amerikansk brunand Aythya americana – Tillfällig
- Brunand Aythya ferina – Tillfällig
- Ringand Aythya collaris
- Bergand Aythya marila – Tillfällig
- Mindre bergand Aythya affinis
- Kamskrake Lophodytes cucullatus – Tillfällig
- Småskrake Mergus serrator – Tillfällig
- Svartmaskad kopparand Nomonyx dominica
- Amerikansk kopparand Oxyura jamaicensis – Tillfällig

## Trädhöns(Cracidae)
- Nordlig chachalaca Ortalis vetula
- Gråhuvad chachalaca Ortalis cinereiceps
- Tofsguan Penelope purpurascens
- Svartguan Chamaepetes unicolor – Endemisk

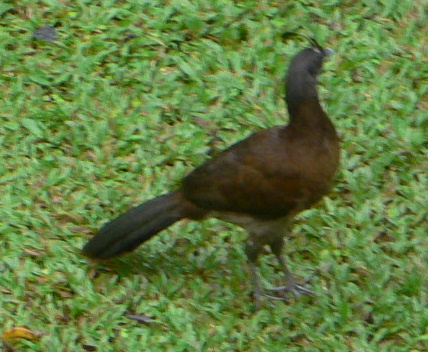
Ortalis cinereiceps

- Större hocko Crax rubra

## Tofsvaktlar(Odontophoridae)
- Orangekindad vaktel Rhynchortyx cinctus
- Vitpannad skogsvaktel Dendrortyx leucophrys
- Fläckbukig vaktel Colinus leucopogon
- Kronvaktel Colinus cristatus
- Marmortandvaktel Odontophorus gujanensis
- Svartstrupig tandvaktel Odontophorus melanotis – Endemisk
- Vitstrupig tandvaktel Odontophorus leucolaemus – Endemisk
- Fläckig tandvaktel Odontophorus guttatus

## Duvor(Columbidae)
- Klippduva Columba livia
- Rostduva Patagioenas cayennensis
- Fjällig duva Patagioenas speciosa
- Vitkronad duva Patagioenas leucocephala – Tillfällig
- Rödnäbbad duva Patagioenas flavirostris
- Bandstjärtsduva Patagioenas fasciata
- Kopparduva Patagioenas subvinacea
- Kortnäbbad duva Patagioenas nigrirostris
- Turkduva Streptopelia decaocto
- Mexikansk sparvduva Columbina inca
- Nordlig sparvduva Columbina passerina
- Dvärgsparvduva Columbina minuta
- Rostsparvduva Columbina talpacoti
- Blå sparvduva Claravis pretiosa
- Purpurbröstad sparvduva Paraclaravis mondetoura
- Röd vaktelduva Geotrygon montana
- Violett vaktelduva Geotrygon violacea
- Veraguasvaktelduva Leptotrygon veraguensis
- Ljuspannad duva Leptotila verreauxi
- Gråbröstad duva Leptotila cassini
- Gråhuvad duva Leptotila plumbeiceps
- Costaricavaktelduva Zentrygon costaricensis – Endemisk
- Purpurryggig vaktelduva Zentrygon lawrencii
- Chiriquivaktelduva Zentrygon chiriquensis – Endemisk
- Vitvingad duva Zenaida asiatica
- Öronduva Zenaida auriculata – Tillfällig
- Spetsstjärtad duva Zenaida macroura

## Gökar(Cuculidae)
- Större ani Crotophaga major – Tillfällig
- Slätnäbbad ani Crotophaga ani
- Strimnäbbad ani Crotophaga sulcirostris
- Stripgök Tapera naevia
- Fasangök Dromococcyx phasianellus
- Trastgök Morococcyx erythropygus
- Rostbukig markgök Neomorphus geoffroyi
- Ekorrgök Piaya cayana
- Mörknäbbad regngök Coccyzus melacoryphus – Tillfällig
- Gulnäbbad regngök Coccyzus americanus
- Mangroveregngök Coccyzus minor
- Cocosregngök Coccyzus ferrugineus – Cocos Islands endast
- Svartnäbbad regngök Coccyzus erythropthalmus

## Nattskärror(Caprimulgidae)
- Mindre falknattskärra Chordeiles acutipennis
- Större falknattskärra Chordeiles minor
- Kortstjärtad nattskärra Lurocalis semitorquatus
- Pauraquenattskärra Nyctidromus albicollis
- Vitstjärtad nattskärra Hydropsalis cayennensis
- Fläcknattskärra Nyctiphrynus ocellatus
- Karolinanattskärra Antrostomus carolinensis
- Rödbrun nattskärra Antrostomus rufus
- Halsbandsnattskärra Antrostomus ridgwayi
- Västlig skriknattskärra Caprimulgus vociferus
- Costaricanattskärra Antrostomus saturatus – Endemisk

## Potoer(Nyctibiidae)
- Större poto Nyctibius grandis
- Gråpoto Nyctibius griseus
- Nordpoto Nyctibius jamaicensis

## Oljefåglar(Steatornithidae)
- Oljefågel Steatornis caripensis

## Seglare(Apodidae)
- Svartseglare Cypseloides niger
- Gråhakad seglare Cypseloides cryptus
- Fläckpannad seglare Cypseloides cherriei
- Kastanjeseglare Streptoprocne rutila
- Halsbandsseglare Streptoprocne zonaris
- Grågumpseglare Chaetura cinereiventris
- Costaricaseglare Chaetura fumosa – Endemisk
- Skorstenseglare Chaetura pelagica
- Småseglare Chaetura vauxi
- Mindre svalstjärtsseglare Panyptila cayennensis
- Större svalstjärtsseglare Panyptila sanctihieronymi – Tillfällig

## Kolibrier(Trochilidae)
- Florisuga mellivora

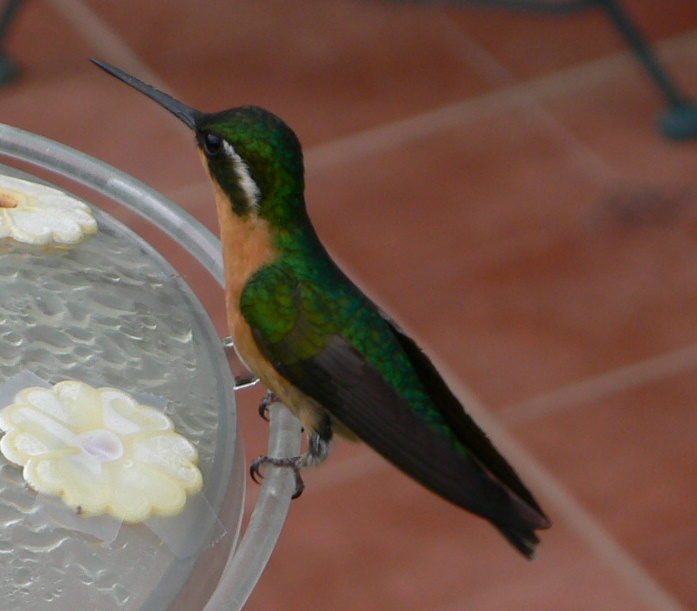
Hona Lampornis cinereicauda

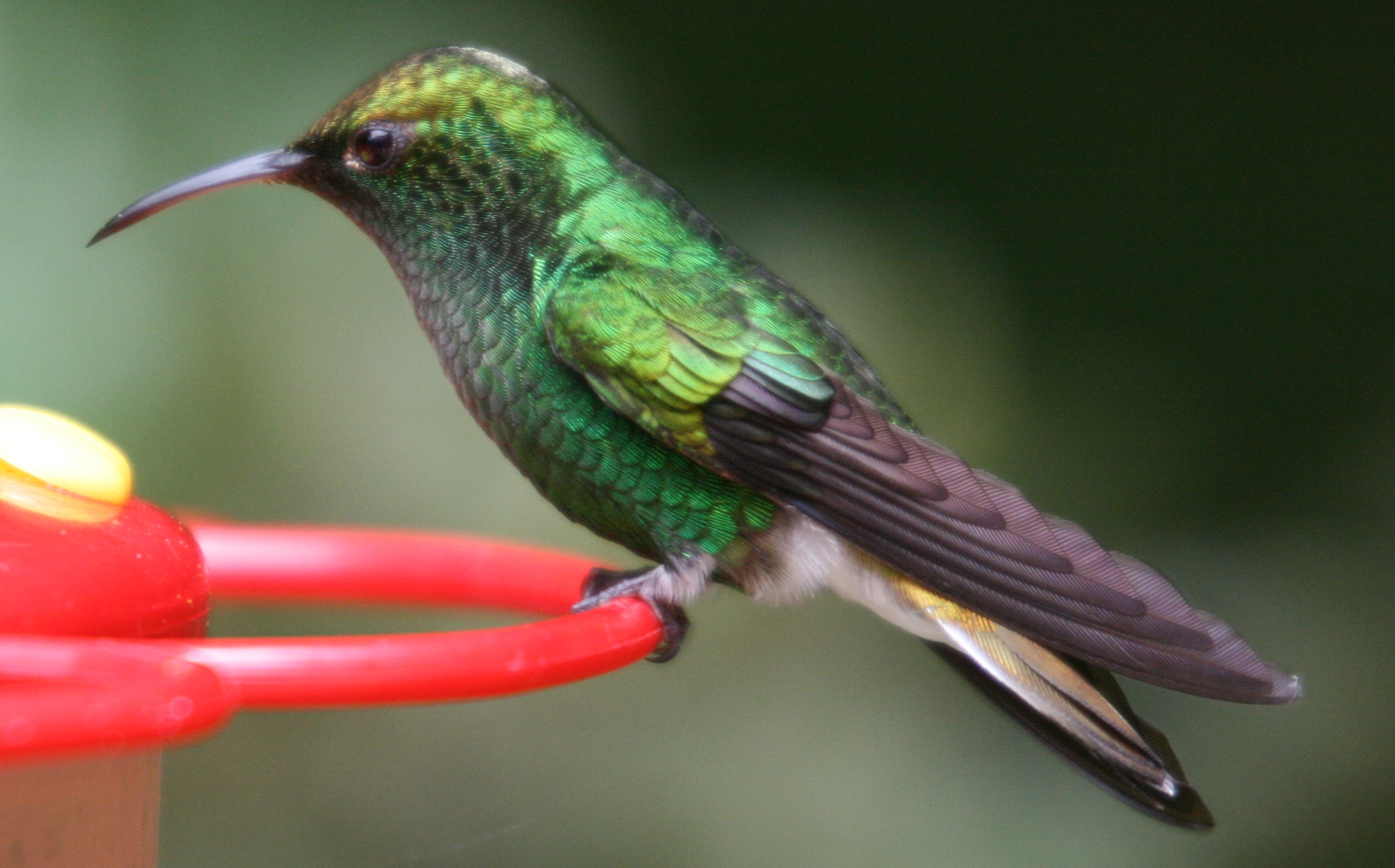
Hane kopparhuvad smaragd, en av Costa Ricas endemiska arter.

- Vitstjärtad liekolibri Eutoxeres aquila
- Glaucis aeneus
- Threnetes ruckeri
- Phaethornis striigularis
- Grön eremit Phaethornis guy
- Phaethornis longirostris
- Doryfera ludovicae
- Colibri delphinae
- Colibri thalassinus
- Colibri cyanotus
- Heliothryx barroti
- Anthracothorax prevostii
- Anthracothorax veraguensis
- Discosura conversii
- Lophornis delattrei Ovanlig/tillfällig
- Lophornis helenae
- Lophornis adorabilis
- Heliodoxa jacula
- Eugenes fulgens
- Praktkolibri Eugenes spectabilis
- Eldstrupe Panterpe insignis
- Heliomaster longirostris
- Heliomaster constantii
- Lampornis hemileucus
- Lampornis calolaemus
- Lampornis cinereicauda – Endemisk
- Lampornis castaneoventris
- Philodice bryantae
- Rubinkolibri Archilochus colubris
- Vulkankolibri Selasphorus flammula
- Glitterkolibri Selasphorus scintilla
- Cynanthus canivetii
- Chlorostilbon assimilis
- Klais guimeti
- Campylopterus hemileucurus
- Chalybura urochrysia
- Thalurania colombica
- Snöhätta Microchera albocoronata
- Kopparhuvad smaragd Microchera cupreiceps Endemisk
- Microchera chionura
- Strimstjärtad kolibri Eupherusa eximia
- Eupherusa nigriventris
- Phaeochroa cuvierii
- Saucerottia hoffmanni
- Saucerottia cyanura Ovanlig/tillfällig
- Saucerottia edward
- Amazilia rutila
- Amazilia tzacatl
- Amazilia boucardi
- Chrysuronia coeruleogularis Ovanlig/tillfällig
- Polyerata amabilis
- Polyerata decora
- Chlorestes candida Ovanlig/tillfällig
- Chlorestes eliciae

## Rallar(Rallidae)
- Mangroverall Rallus longirostris
- Fläckrall Pardirallus maculatus
- Gulrödnäbbad rall Mustelirallus erythrops
- Enfärgad rall Amaurolimnas concolor
- Rödhalsad rall Aramides axillaris
- Centralamerikansk rall Aramides albiventris
- Gråhalsad rall Aramides cajaneus
- Karolinasumphöna Porzana carolina
- Amerikansk rörhöna Gallinula galeata
- Amerikansk sothöna Fulica americana
- Amerikansk sultanhöna Porphyrio martinicus
- Pärlrall Rufirallus schomburgkii
- Gulbröstad dvärgrall Laterallus flaviventer
- Koppardvärgrall Laterallus ruber
- Vitstrupig dvärgrall Laterallus albigularis
- Gråbröstad dvärgrall Laterallus exilis
- Svart dvärgrall Laterallus jamaicensis

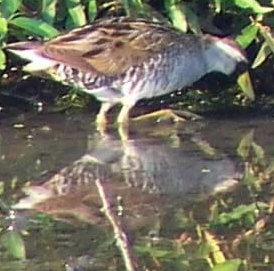
Karolinasumphöna, vinterbesökare

## Simrallar(Heliornithidae)
- Amerikansk simrall Heliornis fulica

## Ralltranor(Aramidae)
- Ralltrana Aramus guarauna

## Tjockfotar(Burhinidae)
- Amerikansk tjockfot Hesperoburhinus bistriatus

## Skärfläckor(Recurvirostridae)
- Amerikansk styltlöpare Himantopus mexicanus
- Amerikansk skärfläcka Recurvirostra americana

## Strandskator(Haematopodidae)
- Amerikansk strandskata Haematopus palliatus

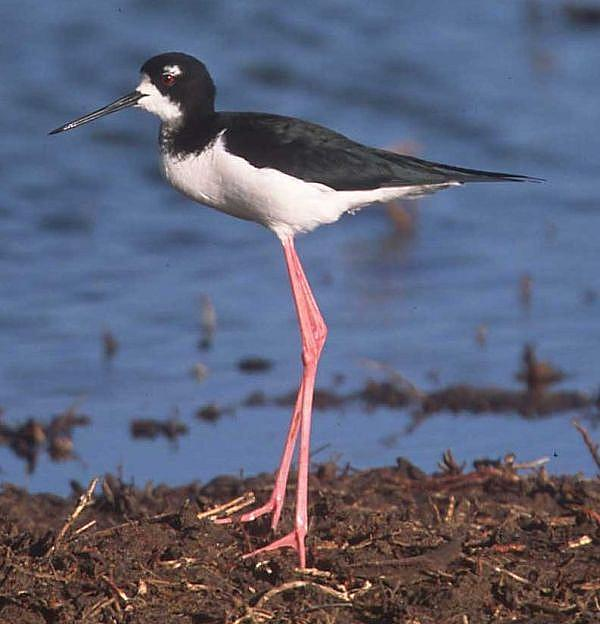
Amerikansk styltlöpare

## Pipare(Charadriidae)
- Kustpipare Pluvialis squatarola
- Amerikansk tundrapipare Pluvialis dominica
- Sibirisk tundrapipare Pluvialis fulva – Tillfällig
- Skrikstrandpipare Charadrius vociferus
- Flikstrandpipare Charadrius semipalmatus
- Flöjtstrandpipare Charadrius melodus – Tillfällig
- Sydamerikansk vipa Vanellus chilensis
- Tjocknäbbad strandpipare Anarhynchus wilsonia
- Svartkronad strandpipare Anarhynchus collaris
- Snöstrandpipare Anarhynchus nivosus

## Jaçanor(Jacanidae)
- Gulpannad jaçana Jacana spinosa
- Flikjaçana Jacana jacana – Tillfällig

## Snäppor(Scolopacidae)
- Piparsnäppa Bartramia longicauda
- Småspov Numenius phaeopus

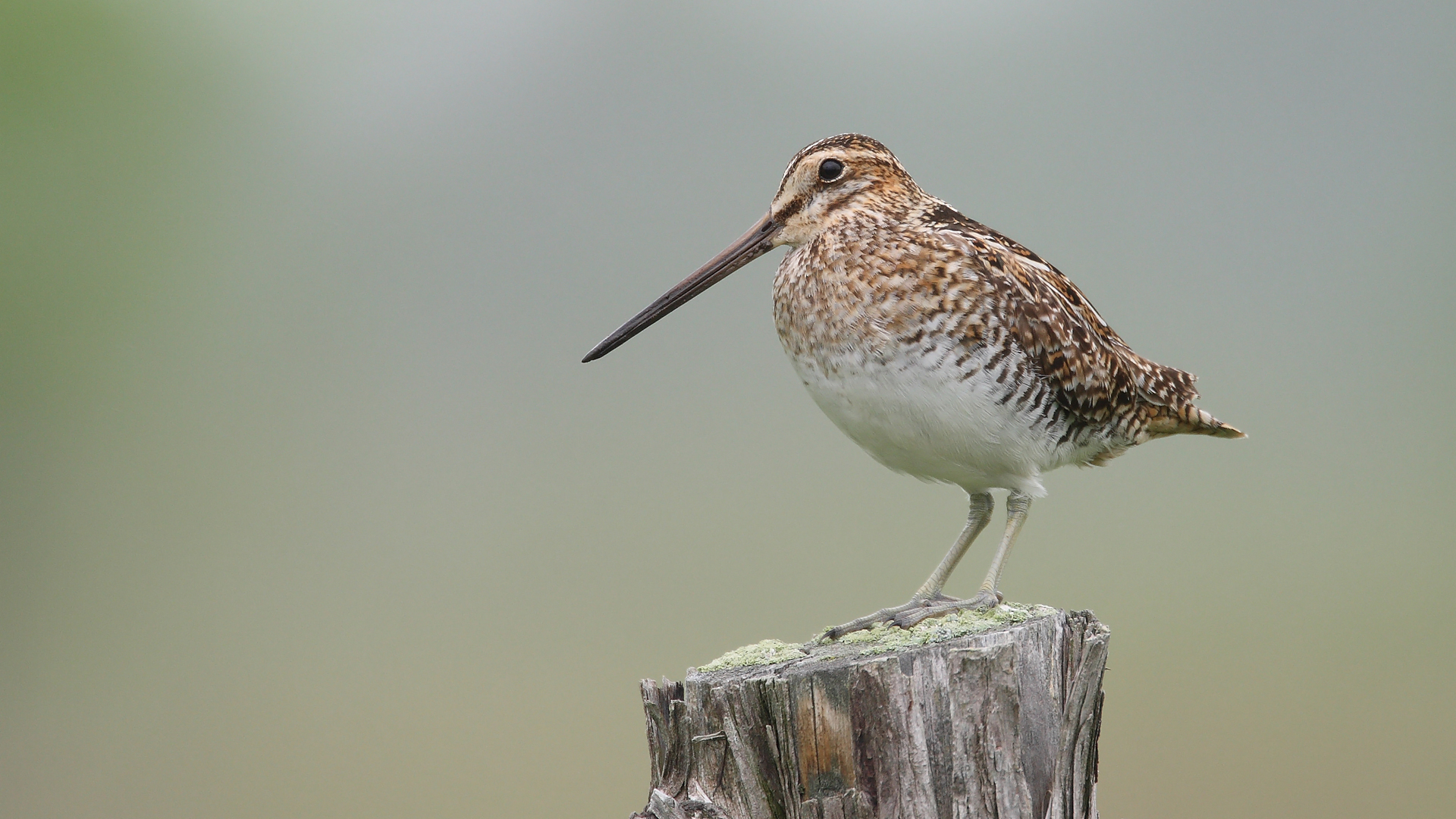
Anerikansk beckasin

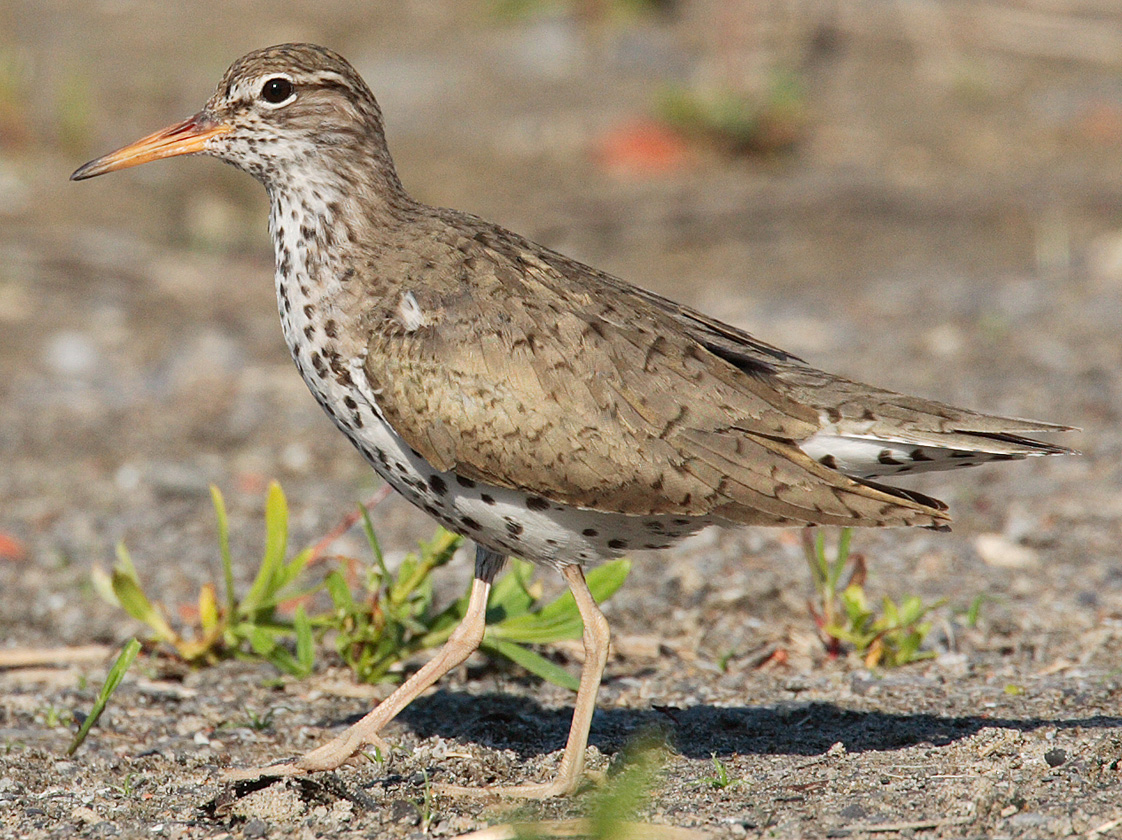
Fläckdrillsnäppa, vinterbesökare

- Långnäbbad spov Numenius americanus
- Hudsonspov Limosa haemastica
- Präriespov Limosa fedoa
- Mindre beckasinsnäppa Limnodromus griseus
- Större beckasinsnäppa Limnodromus scolopaceus
- Amerikansk beckasin Gallinago delicata
- Präriesimsnäppa Phalaropus tricolor
- Brednäbbad simsnäppa Phalaropus fulicarius
- Smalnäbbad simsnäppa Phalaropus lobatus
- Fläckdrillsnäppa Actitis macularia
- Amerikansk skogssnäppa Tringa solitaria
- Amerikansk gråsnäppa Tringa incanca
- Mindre gulbena Tringa flavipes
- Willet Tringa semipalmata
- Större gulbena Tringa melanoleuca
- Roskarl Arenaria interpres
- Kustsnäppa Calidris canutus
- Bränningssnäppa Calidris virgata
- Brushane Calidris pugnax
- Spovsnäppa Calidris ferruginea
- Styltsnäppa Calidris himantopus
- Prärielöpare Calidris subruficollis
- Sandlöpare Calidris alba
- Kärrsnäppa Calidris alpina
- Gulbröstad snäppa Calidris bairdii
- Vitgumpsnäppa Calidris fuscicollis
- Dvärgsnäppa Calidris minutilla
- Tuvsnäppa Calidris melanotos
- Tundrasnäppa Calidris mauri
- Sandsnäppa Calidris pusilla

## Labbar(Stercorariidae)
- Sydpolslabb Stercorarius maccormicki
- Bredstjärtad labb Stercorarius pomarinus Ovanlig/tillfällig
- Kustlabb Stercorarius parasiticus
- Fjällabb Stercorarius longicaudus Ovanlig/tillfällig

## Måsfåglar(Laridae)
- Svalstjärtad mås Creagrus furcatus Endast på avlägsna öar
- Rissa tridactyla
- Tärnmås Xema sabini
- Trädmås Chroicocephalus philadelphia Ovanlig/tillfällig
- Gråhuvad mås Chroicocephalus cirrocephalus Ovanlig/tillfällig
- Leucophaeus modestus Ovanlig/tillfällig
- Sotvingad mås Leucophaeus atricilla
- Präriemås Leucophaeus pipixcan
- Vithuvad mås Larus heermanni Ovanlig/tillfällig, nästan hotad
- Ringnäbbad mås Larus delawarensis
- Västtrut Larus occidentalis
- Prärietrut Larus californicus
- Gråtrut Larus argentatus
- Silltrut Larus fuscus
- Havstrut Larus marinus
- Kelptrut Larus dominicanus
- Brun noddy Anous stolidus
- Svart noddy Anous minutus Ovanlig/tillfällig
- Fetärna Gygis alba Ovanlig/tillfällig
- Sottärna Onychoprion fuscatus Ovanlig/tillfällig
- Tygeltärna Onychoprion anaethetus
- Amerikansk småtärna Sternula antillarum
- Amazontärna Sternula superciliaris
- Phaetusa simplex
- Sandtärna Gelochelidon nilotica
- Skräntärna Hydroprogne caspia
- Larosterna inca
- Svarttärna Chlidonias niger
- Rosentärna Sterna dougallii
- Fisktärna Sterna hirundo
- Silvertärna Sterna paradisaea
- Kärrtärna Sterna forsteri Ovanlig/tillfällig
- Kungstärna Thalasseus maximus
- Kentsk tärna Thalasseus sandvicensis
- Californiatärna Thalasseus elegans Nästan hotad
- Amerikansk saxnäbb Rynchops niger

## Doppingar(Podicipedidae)
- Dvärgdopping Tachybaptus dominicus
- Tjocknäbbad dopping Podilymbus podiceps
- Svarthalsad dopping Podiceps nigricollis

## Solrallar(Eurypygidae)
- Solrall Eurypyga helias

## Tropikfåglar(Phaethontidae)
- Vitstjärtad tropikfågel Phaethon lepturus Endast på avlägsna öar
- Rödnäbbad tropikfågel Phaethon aethereus
- Rödstjärtad tropikfågel Phaethon rubricauda

## Albatrosser(Diomedeidae)
- Gulnäbbad albatross Thalassarche chlororhynchos
- Galápagosalbatross Phoebastria irrorata Akut hotad

## Havslöpare(Oceanitidae)
- Havslöpare Oceanites oceanicus
- Fregatthavslöpare Pelagodroma marina Ovanlig/tillfällig

## Stormsvalor(Hydrobatidae)
- Klykstjärtad stormsvala Hydrobates leucorhoa
- Oceanstormsvala Hydrobates castro Ovanlig/tillfällig
- Vitgumpad stormsvala Hydrobates tethys
- Svart stormsvala Hydrobates melania
- Sotstormsvala Hydrobates markhami Ovanlig/tillfällig
- Dvärgstormsvala Hydrobates microsoma

## Liror(Procellariidae)
- Karibpetrell Pterodroma hasitata Ovanlig/tillfällig, starkt hotad
- Galápagospetrell Pterodroma phaeopygia
- Pseudobulweria rostrata
- Procellaria conspicillata
- Mindre sotpetrell Procellaria parkinsoni Sårbar
- Gulnäbbad lira Calonectris diomedea Ovanlig/tillfällig
- Kilstjärtslira Ardenna pacifia
- Kortstjärtad lira Ardenna tenuirostris Ovanlig/tillfällig
- Grålira Ardenna grisea
- Större lira Ardenna gravis Ovanlig/tillfällig
- Rosanäbbad lira Ardenna creatopus Sårbar
- Puffinus nativitatis
- Galápagoslira Puffinus subalaris
- Mindre lira Puffinus puffinus
- Puffinus opisthomelas
- Kariblira Puffinus lherminieri

## Storkar(Ciconiidae)
- Maguaristork Ciconia maguari
- Jabirustork Jabiru mycteria
- Amerikansk ibisstork Mycteria americana

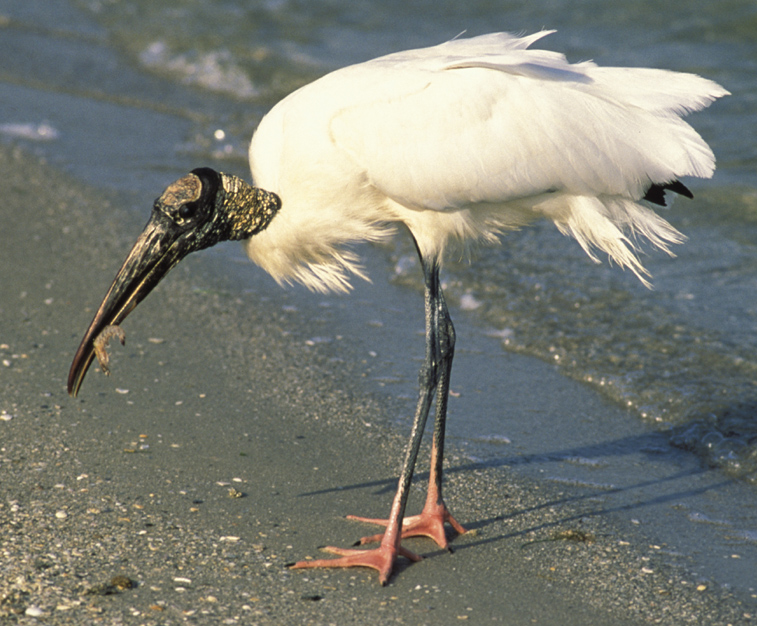
Amerikansk ibisstork

## Fregattfåglar(Fregatidae)
- Praktfregattfågel Fregata magnificens
- Större fregattfågel Fregata minor Ovanlig/tillfällig

## Sulor(Sulidae)
- Masksula Sula dactylatra
- Nazcasula Sula granti
- Blåfotad sula Sula nebouxii
- Perusula Sula variegata
- Brunsula Sula leucogaster
- Rödfotad sula Sula sula

## Ormhalsfåglar(Anhingidae)
- Amerikansk ormhalsfågel Anhinga anhinga

## Skarvar(Phalacrocoracidae)
- Amazonskarv Phalacrocorax brasilianus

## Pelikaner(Pelecanidae)
- Hornpelikan Pelecanus erythrorhynchos Ovanlig/tillfällig
- Brun pelikan Pelecanus occidentalis

## Hägrar(Ardeidae)
- Strimmig rördrom Botaurus pinnatus
- Amerikansk rördrom Botaurus lentiginosus Ovanlig/tillfällig
- Amerikansk dvärgrördrom Ixobrychus exilis
- Rödhalsad tigerhäger Tigrisoma lineatum
- Mörk tigerhäger Tigrisoma fasciatum
- Mexikansk tigerhäger Tigrisoma mexicanum
- Amerikansk gråhäger Ardea herodias
- Ägretthäger Ardea alba
- Visselhäger Syrigma sibilatrix
- Snöhäger Egretta thula
- Blåhäger Egretta caerulea
- Trefärgad häger Egretta tricolor
- Rosthäger Egretta rufescens
- Kohäger Ardea ibis
- Grönryggig häger Butorides virescens
- Mangrovehäger Butorides striata Ovanlig/tillfällig
- Agamihäger Agamia agami
- Natthäger Nycticorax nycticorax
- Gulkronad natthäger Nyctanassa violacea

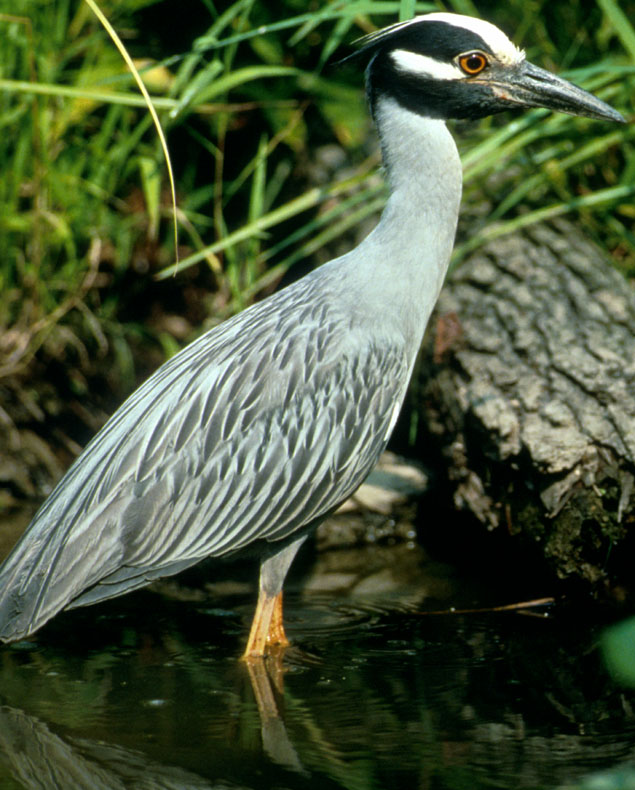
Adult gulkronad natthäger

- Båtnäbb Cochlearius cochlearius

## Ibisar(Threskiornithidae)
- Vit ibis Eudocimus albus
- Bronsibis Plegadis falcinellus
- Vitmaskad ibis Plegadis chihi Ovanlig/sällsynt
- Grön ibis Mesembrinibis cayennensis
- Phimosus infuscatus
- Rosenskedstork Platalea ajaja

## Kondorer(Cathartidae)
- Kungskondor Sarcoramphus papa
- Korpkondor Coragyps atratus
- Kalkonkondor Cathartes aura
- Savannkondor Cathartes burrovianus

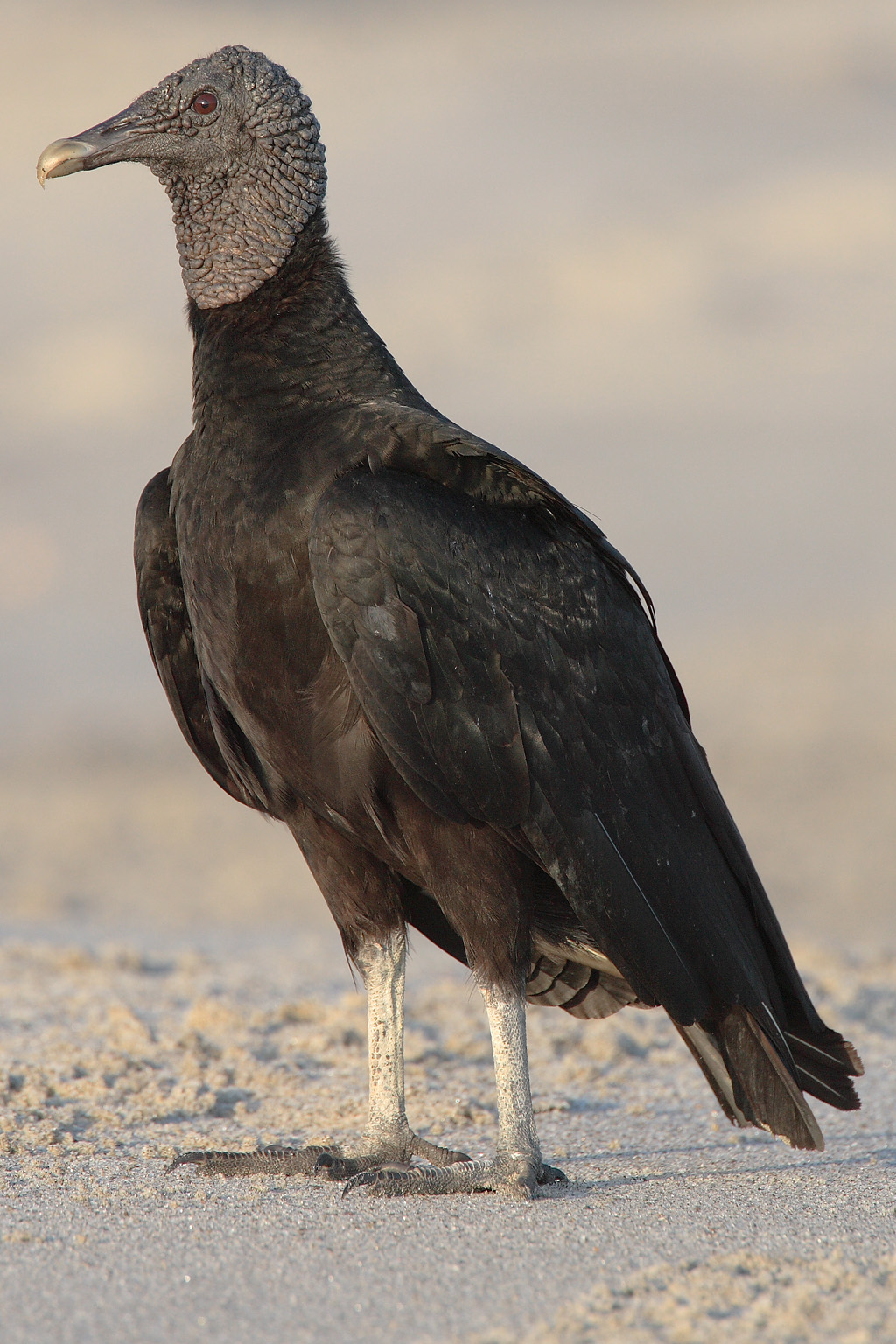
Korpkondor

## Fiskgjusar(Pandionidae)
- Fiskgjuse Pandion haliaetus

## Hökartade rovfåglar(Accipitridae)
- Pärlglada Gampsonyx swainsonii
- Vitstjärtad glada Elanus leucurus
- Kroknäbbsglada Chondrohierax uncinatus
- Gråhuvad glada Leptodon cayanensis
- Svalstjärtsglada Elanoides forficatus
- Amazonörn Morphnus guianensis Nästan hotad
- Harpyja Harpia harpyja Nästan hotad
- Tyrannörn Spizaetus tyrannus
- Svartvit örn Spizaetus melanoleucus
- Praktörn Spizaetus ornatus
- Tandglada Harpagus bidentatus
- Amerikansk kärrhök Circus hudsonicus
- Gråbukig hök Accipiter poliogaster
- Pygméhök Accipiter superciliosus
- Amerikansk sparvhök Accipiter striatus
- Trastduvhök Accipiter cooperii
- Tvåfärgad duvhök Accipiter bicolor
- Mississippiglada Ictinia mississippiensis
- Blyglada Ictinia plumbea
- Svarthalsad vråk Busarellus nigricollis
- Tranvråk Geranospiza caerulescens
- Snäckglada Rostrhamus sociabilis
- Mindre svartvråk Buteogallus anthracinus
- Savannvråk Buteogallus meridionalis
- Större svartvråk Buteogallus urubitinga
- Eremitörn Buteogallus solitarius
- Bandad vråk Morphnarchus princeps
- Vägvråk Rupornis magnirostris
- Kaktusvråk Parabuteo unicinctus
- Vitstjärtad vråk Geranoaetus albicaudatus
- Vitvråk Pseudastur albicollis
- Gråvit vråk Leucopternis semiplumbeus
- Gråvråk Buteo plagiatus
- Gråstrimmig vråk Buteo nitidus
- Bredvingad vråk Buteo platypterus
- Kortstjärtad vråk Buteo brachyurus
- Prärievråk Buteo swainsoni
- Bandstjärtad vråk Buteo albonotatus
- Rödstjärtad vråk Buteo jamaicensis

## Tornugglor(Tytonidae)
- Tornuggla Tyto alba

## Ugglor(Strigidae)
- Barbent skrikuv Megascops clarkii
- Megascops choliba
- Megascops cooperi
- Megascops guatemalae
- Megascops centralis
- Lophostrix cristata
- Pulsatrix perspicillata'
- Virginiauv Bubo virginianus
- Glaucidium costaricanum
- Glaucidium griseiceps
- Rostsparvuggla Glaucidium brasilianum
- Prärieuggla Athene cunicularia Ovanlig/tillfällig
- Strix virgata
- Strix nigrolineata
- Jorduggla Asio flammeus Ovanlig/tillfällig
- Asio clamator
- Aegolius ridgwayi

## Trogoner(Trogonidae)
- Costaricatrogon Trogon clathratus
- Orangenäbbad trogon Trogon massena
- Trogon melanocephalus
- Trogon bairdii Nästan hotad
- Trogon caligatus
- Trogon rufus
- Kopparstjärtad trogon Trogon elegans
- Trogon collaris
- Praktquetzal Pharomachrus mocinno Nästan hotad

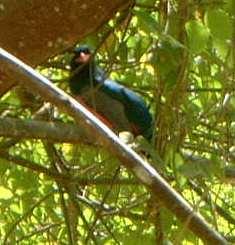
Orangenäbbad trogon

## Motmoter(Momotidae)
- Hylomanes momotula
- Diademmotmot Momotus lessonii
- Rödbrun motmot Baryphthengus martii
- Electron carinatum Sårbar
- Brednäbbad motmot Electron platyrhynchum'
- Turkosbrynad motmot Eumomota superciliosa

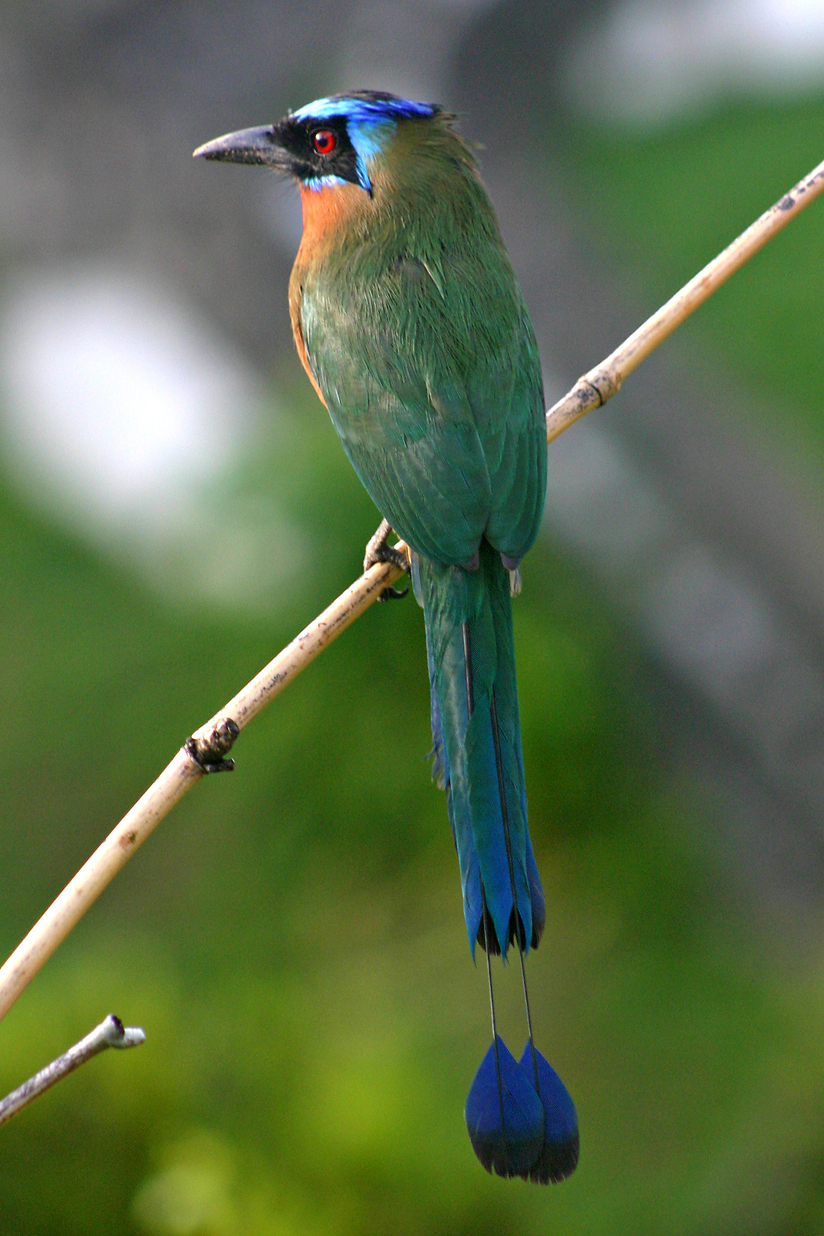
Blåkronad motmot

## Kungsfiskare
- Megaceryle torquata
- Bälteskungsfiskare Ceryle alcyon
- Amazonkungsfiskare Chloroceryle amazona
- Bronskubgsfiskare Chloroceryle aenea
- Grön kungsfiskare Chloroceryle americana
- Chloroceryle inda

## Trögfåglar(Bucconidae)
- Notharchus hyperrhynchus
- Notharchus tectus
- Malacoptila panamensis
- Micromonacha lanceolata
- Monasa morphoeus

## Jakamarer(Galbulidae)
- Rödstjärtad jakamar Galbula ruficauda
- Jacamerops aureus

## Amerikanska barbetter(Capitonidae)
- Eubucco bourcierii

## Tukanbarbetter(Semnornithidae)
- Klonäbbad barbett Semnornis frantzii

## Tukaner(Ramphastidae)
- Aulacorhynchus prasinus
- Pteroglossus torquatus
- Pteroglossus frantzii
- Selenidera spectabilis
- Ramphastos sulfuratus
- Gulstrupig tukan Ramphastos ambiguus

## Hackspettar(Picidae)
- Picumnus olivaceus
- Samlarspett Melanerpes formicivorus
- Melanerpes chrysauchen
- Svartkindad hackspett Melanerpes pucherani
- Rödkronad hackspett Melanerpes rubricapillus
- Nicaraguaspett Melanerpes hoffmannii
- Gulbröstad savspett Sphyrapicus varius
- Hårspett Dryobates villosus
- Dryobates fumigatus
- Dryobates kirkii
- Rostvingad hackspett Piculus simplex
- Colaptes rubiginosus
- Celeus loricatus
- Kastanjespett Celeus castaneus
- Neotropisk spillkråka Dryocopus lineatus
- Mayaspett Campephilus guatemalensis

## Falkar(Falconidae)
- Skrattfalk Herpetotheres cachinnans
- Strimmig skogsfalk Micrastur ruficollis
- Skifferskogsfalk Micrastur mirandollei
- Halsbandsskogsfalk Micrastur semitorquatus
- Rödstrupig karakara Ibycter americanus
- Tofskarakara Caracara plancus
- Gulhuvad karakara Milvago chimachima
- Sparvfalk Falco sparverius
- Stenfalk Falco columbarius
- Aplomadofalk Falco femoralis Ovanlig/tillfällig
- Fladdermusfalk Falco rufigularis
- Orangebröstad falk Falco deiroleucus Ovanlig/tillfällig
- Pilgrimsfalk Falco peregrinus

## Västpapegojor(Psittacidae)
- Svavelvingad parakit Pyrrhura hoffmanni
- Eupsittula nana
- Elfenbensparakit  Eupsittula canicularis
- Eupsittula pertinax
- Rröd ara Ara macao
- Större soldatara Ara ambiguus Sårbar
- Karmosinpannad parakit Psittacara finschi
- Katarinaparakit Bolborhynchus lineola
- Toviparakit Brotogeris jugularis
- Touit costaricensis Sårbar
- Pyrilia haematotis
- Blåhuvad papegoja Pionus menstruus
- Vitpannad pionus Pionus senilis
- Vitpannad amazon Amazona albifrons
- Amazona autumnalis
- Mjölamazon Amazona farinosa
- Gulnackad amazon Amazona auropalliata
- Gulkronad amazon Amazona ochrocephala

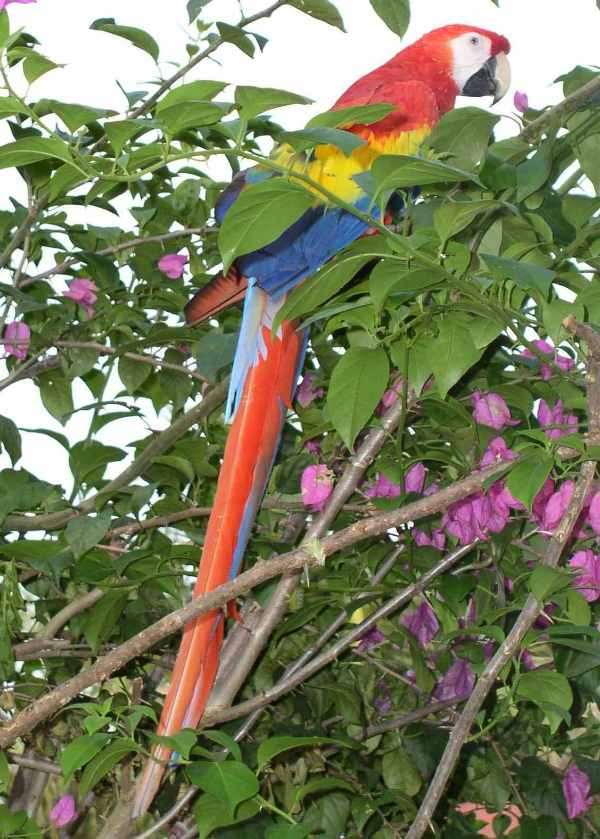
Röd ara

## Manakiner(Pipridae)
- Chiroxiphia lanceolata
- Chiroxiphia linearis
- Corapipo altera
- Lepidothrix coronata
- Vitkragad manakin Manacus candei
- Manacus aurantiacus
- Pseudopipra pipra
- Rödhättad manakin Ceratopipra mentalis

## Kotingor(Cotingidae)
- Purpurstrupig fruktkråka Querula purpurata
- Cephalopterus glabricollis Sårbar
- Cotinga amabilis
- Cotinga ridgwayi Sårbar
- Lipaugus unirufus
- Tretömmad klockkotinga Procnias tricarunculatus Sårbar
- Carpodectes antoniae Hotad
- Snökotinga Carpodectes nitidus

## Tityror(Tityridae)
- Schiffornis veraepacis
- Laniocera rufescens
- Tityra semifasciata
- Tityra inquisitor
- Pachyramphus versicolor
- Pachyramphus cinnamomeus
- Pachyramphus polychopterus
- Pachyramphus albogriseus
- Rosastrupig bekard Pachyramphus aglaiae

## Oxyruncidae
- Oxyruncus cristatus

## Onychorhynchidae
- Onychorhynchus coronatus
- Rödstjärtad myjob Terenotriccus erythrurus
- Myiobius sulphureipygius
- Myiobius atricaudus
- Mionectes olivaceus
- Mionectes oleagineus

## Tyranner(Tyrannidae)
- Piprites griseiceps
- Platyrinchus cancrominus
- Platyrinchus mystaceus
- Brandkronad spadnäbb Platyrinchus coronatus
- Leptopogon amaurocephalus
- Leptopogon superciliaris
- Phylloscartes superciliaris
- Myiornis atricapillus
- Lophotriccus pileatus
- Nordlig krumnäbbstyrann Oncostoma cinereigulare
- Skifferhuvad todityrann Poecilotriccus sylvia
- Todirostrum cinereum
- Todirostrum nigriceps
- Glasögonflatnäbb Rhynchocyclus brevirostris
- Tolmomyias sulphurescens
- Tolmomyias assimilis
- Ornithion semiflavum
- Ornithion brunneicapillus
- Nordlig dvärgtyrann Camptostoma imberbe
- Camptostoma obsoletum
- Nesotriccus ridgwayi Bara på avlägsna öar, sårbar
- Nesotriccus murinus
- Capsiempis flaveola
- Tyrannulus elatus
- Grönaktig elenia Myiopagis viridicata
- Elaenia flavogaster
- Elaenia chiriquensis
- Bergelenia Elaenia frantzii
- Serpophaga cinerea
- Phyllomyias burmeisteri
- Misteldvärgtyrann Zimmerius parvus
- Gulgumpad attila Attila spadiceus
- Rödbrun sorgtyrann Rhytipterna holerythra
- Mörkhättad topptyrann Myiarchus tuberculifer
- Panamatopptyrann Myiarchus panamensis
- Gråstrupig topptyrann Myiarchus cinerascens Ovanlig/tillfällig
- Ljusstrupig topptyrann Myiarchus nuttingi
- Större topptyrann Myiarchus crinitus
- Brunhättad topptyrann Myiarchus tyrannulus
- Mindre kiskadi Philohydor lictor
- Större kiskadi Pitangus sulphuratus
- Megarynchus pitangua
- Myiozetetes cayanensis Ovanlig/tillfällig
- Myiozetetes similis
- Gråkronad tyrann Myiozetetes granadensis
- Vitnackad tyrann Conopias albovittatus
- Gulbukig tyrann Myiodynastes hemichrysus
- Myiodynastes maculatus
- Tigertyrann Myiodynastes luteiventris
- Legatus leucophaius
- Tropikkungstyrann Tyrannus melancholicus
- Västlig kungstyrann Tyrannus verticalis
- Östlig kungstyrann Tyrannus tyrannus
- Grå kungstyrann Tyrannus dominicensis Ovanlig/tillfällig
- Saxstjärtad kungstyrann Tyrannus forficatus
- Gaffelstjärtad kungstyrann Tyrannus savana
- Bruntyrann Myiophobus fasciatus
- Aphanotriccus capitalis Sårbar
- Tofstyrann Mitrephanes phaeocercus
- Nordpivi Contopus cooperi
- Mörk pivi Contopus lugubris Endemisk
- Ockrapivi Contopus ochraceus
- Västpivi Contopus sordidulus
- Östpivi Contopus virens
- Contopus cinereus
- Gulbukig empid Empidonax flaviventris
- Akadempid Empidonax virescens
- Alempid Empidonax alnorum
- Pilempid Empidonax traillii
- Kustempid Empidonax albigularis
- Dvärgempid Empidonax minimus Ovanlig/tillfällig
- Höglandsempid Empidonax flavescens
- Svarthättad empid Empidonax atriceps
- Svart fibi Sayornis nigricans
- Östfibi Sayornis phoebe
- Pyrocephalus rubinus
- Långstjärtstyrann Colonia colonus
- Sublegatus arenarum

## Conopophagidae
- Pittasoma michleri

## Myrfåglar(Thamnophilidae)
- Cymbilaimus lineatus
- Större myrtörnskata Taraba major
- Thamnophilus doliatus
- Pärlvingad myrtörnskatga Thamnophilus bridgesi
- Thamnophilus atrinucha
- Thamnistes anabatinus
- Dysithamnus mentalis
- Dysithamnus striaticeps
- Dysithamnus puncticeps
- Vitsidig myrsmyg Myrmotherula axillaris
- Myrmotherula schisticolor
- Epinecrophylla fulviventris
- Prickvingad myrfågel Microrhopias quixensis
- Euchrepomis callinota
- Cercomacroides tyrannina
- Gymnocichla nudiceps
- Brunryggig myrfågel Poliocrania exsul
- Sipia laemosticta
- Hafferia zeledoni
- Hylophylax naevioides
- Gymnopithys leucaspis
- Phaenostictus mcleannani

## Myrpittor(Grallariidae)
- Grallaria guatimalensis
- Hylopezus perspicillatus
- Hylopezus dives
- Grallaricula flavirostris

## Tapakuler(Rhinocryptidae)
- Gråvattrad tapakul Scytalopus argentifrons

## Myrtrastar(Formicariidae)
- Formicarius analis
- Formicarius nigricapillus
- Formicarius rufipectus

## Ugnfåglar(Furnariidae)
- Sclerurus mexicanus
- Sclerurus albigularis
- Sclerurus guatemalensis
- Sittasomus griseicapillus
- Deconychura longicauda
- Dendrocincla homochroa
- Dendrocincla anabatina
- Dendrocincla fuliginosa
- Kilnäbbad trädklättrare Glyphorynchus spirurus
- Dendrocolaptes sanctithomae
- Dendrocolaptes picumnus
- Kakaoträdklättrare Xiphorhynchus susurrans
- Xiphorhynchus flavigaster
- Xiphorhynchus lachrymosus
- Xiphorhynchus erythropygius
- Campylorhamphus pusillus
- Streckhuvad trädklättrare Lepidocolaptes souleyetii
- Fläckkronad trädklättrare Lepidocolaptes affinis'
- Xenops minutus
- Xenops rutilans
- Bandvingad ullkrage Pseudocolaptes lawrencii
- Dendroma rufa
- Anabacerthia variegaticeps
- Syndactyla subalaris
- Clibanornis rubiginosus
- Thripadectes rufobrunneus
- Automolus ochrolaemus
- Automolus exsertus
- Automolus subulatus
- Premnoplex brunnescens
- Margarornis rubiginosus
- Rosthuvad taggstjärt Cranioleuca erythrops
- Synallaxis albescens
- Synallaxis brachyura

## Vireor(Vireonidae)
- Cyclarhis gujanensis
- Hylophilus flavipes
- Vireolanius pulchellus
- Tunchiornis ochraceiceps
- Pachysylvia decurtatus
- Vitögd vireo Vireo griseus Ovanlig/tillfällig
- Vireo pallens
- Gulstrupig vireo Vireo flavifrons
- Gulvingad vireo Vireo carmioli
- Glasögonvireo Vireo solitarius Ovanlig/tillfällig
- Kanadavireo Vireo philadelphicus
- Sångvireo Vireo gilvus Ovanlig/tillfällig
- Vireo leucophrys
- Rödögd vireo Vireo olivaceus
- Gulgrön vireo Vireo flavoviridis
- Mustaschvireo Vireo altiloquus Ovanlig/tillfällig

## Kråkfåglar(Corvidae)
- Cyanolyca argentigula
- Azurkronad skrika Cyanolyca cucullata
- Vitstrupig skatskrika Calocitta formosa

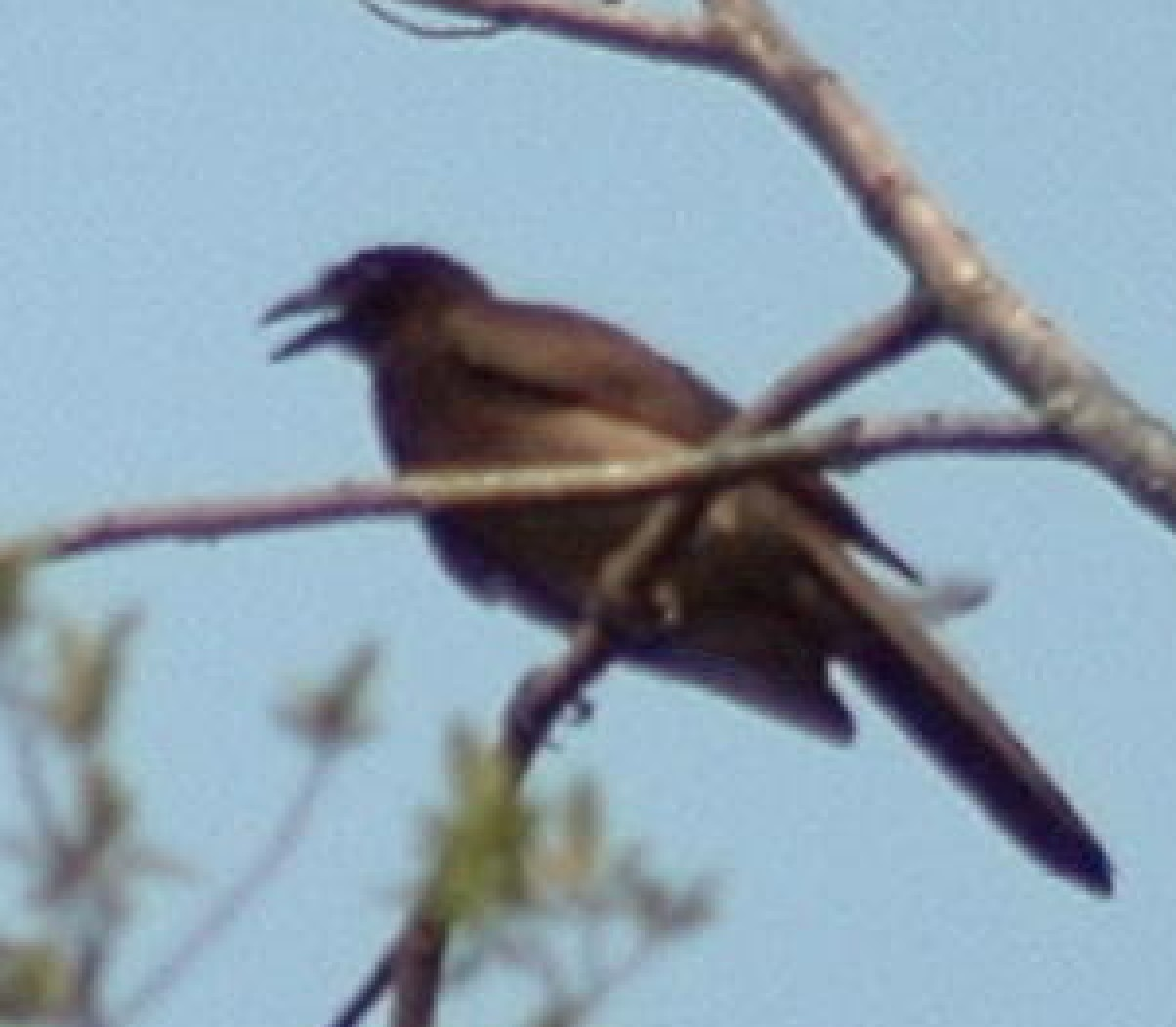
Brunskrika

- Brunskrika Psilorhinus morio
- Cyanocorax affinis

## Svalor(Hirundinidae)
- Backsvala Riparia riparia
- Trädsvala Tachycineta bicolor
- Violettgrön svala Tachycineta thalassina Ovanlig/tillfällig
- Mangrovesvala Tachycineta albilinea
- Pygochelidon cyanoleuca
- Nordlig kamvingesvala Stelgidopteryx serripennis
- Stelgidopteryx ruficollis
- Progne tapera Ovanlig/tillfällig
- Blå storsvala Progne subis
- Progne chalybea
- Progne elegans
- Ladusvala Hirundo rustica
- Stensvala Petrochelidon pyrrhonota
- Grottsvala Petrochelidon fulva Ovanlig/tillfällig

## Sidensvansar(Bombycillidae)
- Tujasidensvans Bombycilla cedrorum

## Silkesflugsnappare(Ptilogonatidae)
- Phainoptila melanoxantha
- Långstjärtad silkesflugsnappare Ptilogonys caudatus

## Myggsnappare(Polioptilidae)
- Ramphocaenus melanurus
- Microbates cinereiventris
- Polioptila bilineata
- Polioptila albiloris

## Gärdsmygar(Troglodytidae)
- Klippgärdsmyg Salpinctes obsoletus
- Näktergalsgärdsmyg Microcerculus philomela
- Microcerculus marginatus
- Pheugopedius atrogularis
- Rostbröstad gärdsmyg Pheugopedius rutilus
- Pheugopedius maculipectus
- Pheugopedius fasciatoventris
- Strimbröstad gärdsmyg Cantorchilus thoracicus
- Enfärgad gärdsmyg Cantorchilus modestus
- Cantorchilus zeledoni
- Cantorchilus elutus
- Kastanjegärdsmyg Cantorchilus nigricapillus
- Flodgärdsmyg Cantorchilus semibadius
- Vitbröstad skogsgärdsmyg Henicorhina leucosticta
- Gråbröstad skogsgärdsmyg Henicorhina leucophrys
- Cyphorhinus phaeocephalus
- Rödvit gärdsmyg Thryophilus rufalbus
- Thryophilus pleurostictus
- Campylorhynchus zonatus
- Rödnackad kaktusgärdsmyg Campylorhynchus rufinucha
- Husgärdsmyg Troglodytes aedon
- Ockragärdsmyg Troglodytes ochraceus
- Starrgärdsmyg Cistothorus platensis
- Talamancagärdsmyg Thryorchilus browni

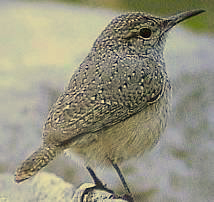
Klippgärdsmyg

## Härmtrastar(Mimidae)
- Grå kattfågel Dumetella carolinensis
- Mimus gilvus

## Strömstarar(Cinclidae)
- Grå strömstare Cinclus mexicanus

## Trastar(Turdidae)
- Svartmaskad solitärtrast Myadestes melanops
- Catharus gracilirostris
- Orangenäbbad skogstrast Catharus aurantiirostris
- Vitögd skogstrast Catharus fuscater
- Rosthättad skogstrast Catharus frantzii
- Catharus mexicanus
- Rostskogstrast Catharus fuscescens
- Gråkindad skogstrast Catharus minimus
- Beigekindad skogstrast Catharus ustulatus
- Fläckskogstrast Hylocichla mustelina
- Turdus nigrescens
- Turdus plebejus
- Turdus obsoletus
- Lerfärgad trast Turdus grayi
- Turdus assimilis

## Astrilder(Estrildidae)
- Lonchura malacca

## Sparvfinkar(Passeridae)
- Gråsparv Passer domesticus – introducerad art

## Ärlor(Motacillidae)
- Amerikansk piplärka Anthus rubescens

## Finkar(Fringillidae)
- Chlorophonia elegantissima
- Chlorophonia callophrys
- Euphonia affinis
- Euphonia luteicapilla
- Euphonia minuta
- Euphonia hirundinacea
- Euphonia laniirostris
- Euphonia imitans
- Euphonia gouldi
- Euphonia anneae
- Gulbukig siska Spinus xanthogastrus
- Småsiska Spinus psaltria

## Keor(Rhodinocichliidae)
- Rhodinocichla rosea

## Amerikanska sparvar(Passerellidae)
- Chlorospingus canigularis
- Chlorospingus pileatus
- Chlorospingus flavopectus
- Peucaea ruficauda
- Stråsparv Peucaea botterii
- Gräshoppsparv Ammodramus savannarum
- Olivsparv Arremonops rufivirgatus
- Arremonops conirostris
- Chondestes grammacus
- Tjippsparv Spizella passerina Ovanlig/tillfällig
- Spizella pallida
- Arremon costaricensis
- Arremon aurantiirostris
- Arremon brunneinucha
- Arremon crassirostris
- Junco vulcani
- Morgonsparv Zonotrichia capensis
- Zonotrichia leucophrys
- Grässparv Passerculus sandwichensis Ovanlig/tillfällig
- Kärrsparv Melospiza lincolnii Ovanlig/tillfällig
- Pezopetes capitalis
- Melozone leucotis
- Melozone cabanisi
- Aimophila rufescens
- Atlapetes albinucha
- Atlapetes tibialis

## Smygtrast(Zeledoniidae)
- Zeledonia coronata

≈≈Ikterior (Icteriidae)==
- Gulbröstad ikteria Icteria virens

## Trupialer(Icteridae)
- Kärrtrupial Xanthocephalus xanthocephalus Ovanlig/tillfällig
- Bobolink Dolichonyx oryzivorus
- Östlig ängstrupial Sturnella magna
- Rödbröstad ängstrupial Leistes militaris
- Amblycercus holosericeus
- Psarocolius decumanus Ovanlig/tillfällig
- Psarocolius wagleri
- Psarocolius montezuma
- Cacicus uropygialis
- Icterus prosthemelas
- Trädgårdstrupial Icterus spurius
- Icterus chrysater
- Icterus mesomelas
- Streckryggig trupial Icterus pustulatus
- Orangebrynad trupial Icterus bullockii Ovanlig/tillfällig
- Fläckbröstad trupial Icterus pectoralis
- Baltimoretrupial Icterus galbula
- Rödvingetrupial Agelaius phoeniceus
- Molothrus bonariensis
- Bronskostare Molothrus aeneus
- Jättekostare Molothrus oryzivorus
- Sångtrupial Dives dives Ovanlig/tillfällig
- Mexikansk båtstjärt Quiscalus mexicanus
- Quiscalus nicaraguensis

## Skogssångare(Parulidae)
- Brandkronad skogssångare Seiurus aurocapilla
- Beigebrynad skogssångare Helmitheros vermivorus
- Sydlig piplärksångare Parkesia motacilla
- Nordlig piplärksångare Parkesia noveboracensis
- Guldvingad skogssångare Vermivora chrysoptera
- Blåvingad skogssångare Vermivora cyanoptera
- Svartvit skogssångare Mniotilta varia
- Gyllenskogssångare Protonotaria citrea
- Oreothlypis gutturalis
- Tennesseeskogssångare Leiothlypis peregrina
- Orangekronad skogssångare Leiothlypis celata Ovanlig/tillfällig
- Nashvilleskogssångare Leiothlypis ruficapilla Ovanlig/tillfällig
- Connecticutskogssångare Oporornis agilis Ovanlig/tillfällig
- Gråkronad gulhake Geothlypis poliocephala
- Gråhuvad skogssångare Geothlypis tolmiei
- Sorgskogssångare Geothlypis philadelphia
- Kentuckyskogssångare Geothlypis formosus
- Geothlypis semiflava
- Gulhake Geothlypis trichas
- Kapuschongskogssångare Setophaga citrina
- Rödstjärtsskogssångare Setophaga ruticilla
- Brunkindad skogssångare Setophaga tigrina
- Blåvit skogssångare Setophaga cerulea
- Messkogssångare Setophaga americana Ovanlig/tillfällig
- Tropikskogssångare Setophaga pitiayumi
- Magnoliaskogssångare Setophaga magnolia
- Brunbröstad skogssångare Setophaga castanea
- Orangestrupig skogssångare Setophaga fusca
- Gul skogssångare Setophaga petechia
- Brunsidig skogssångare Setophaga pensylvanica
- Vitkindad skogssångare Setophaga striata Ovanlig/tillfällig
- Blåryggad skogssångare Setophaga caerulescens Ovanlig/tillfällig
- Brunhättad skogssångare Setophaga palmarum
- Tallskogssångare Setophaga pinus Ovanlig/tillfällig
- Gulgumpad skogssångare Setophaga coronata
- Gulstrupig skogssångare Setophaga dominica
- Snårskogssångare Setophaga discolorOvanlig/tillfällig
- Granskogssångare Setophaga townsendi
- Eremitskogssångare Setophaga occidentalis Ovanlig/tillfällig
- Gulkindad skogssångare Setophaga chysoparia
- Grönryggig skogssångare Setophaga virens
- Myiothlypis fulvicauda
- Rostkronad skogssångare Basileuterus delattrii
- Svartkindad skogssångare Basileuterus melanogenys
- Guldkronad skogssångare Basileuterus culicivorus
- Trestrimmig skogssångare Basileuterus melanotis
- Kanadaskogssångare Cardellina canadensis
- Svartkronad skogssångare Cardellina pusilla
- Skiffervitstjärt Myioborus miniatus
- Halsbandsvitstjärt Myioborus torquatus

## Kardinaler(Cardinalidae)
- Tegelröd kardinal Piranga flava
- Sommarkardinal Piranga rubra
- Scharlakanskardinal Piranga olivacea
- Västkardinal Piranga ludoviciana
- Piranga bidentata
- Piranga leucoptera
- Habia rubica
- Habia fuscicauda
- Habia atrimaxillaris Endemisk, hotad
- Chlorothraupis carmioli
- Svartmaskad kardinal Caryothraustes poliogaster
- Svartbyxad kardinal Pheucticus tibialis
- Brokig kardinal Pheucticus ludovicianus
- Svarthuvad kardinal Pheucticus melanocephalus Ovanlig/tillfällig
- Indigokardinal Amaurospiza concolor
- Cyanoloxia cyanoides
- Blåkardinal Passerina caerulea
- Turkoskardinal Passerina cyanea
- Påvekardinal Passerina ciris
- Dickcissel Spiza americana

## Falsktangaror(Mitrospingidae)
- Mitrospingus cassinii

## Tangaror(Thraupidae)
- Bangsia arcaei Nästan hotad
- Ixothraupis guttata
- Thraupis episcopus
- Thraupis abbas Ovanlig/tillfällig
- Thraupis palmarum
- Stilpnia larvata
- Tangara dowii
- Tangara inornata
- Tangara lavinia
- Tangara gyrola
- Tangara florida
- Tangara icterocephala
- Sicalis luteola Ovanlig/tillfällig
- Haplospiza rustica
- Acanthidops bairdii
- Diglossa plumbea
- Chlorophanes spiza
- Chrysothlypis chrysomelaena
- Heterospingus rubrifrons
- Volatinia jacarina
- Eucometis penicillata
- Loriotus luctuosus
- Tachyphonus delatrii
- Tachyphonus rufus
- Lanio leucothorax
- Ramphocelus sanguinolentus
- Ramphocelus flammigerus
- Ramphocelus passerinii
- Ramphocelus dimidiatus
- Cyanerpes lucidus
- Cyanerpes cyaneus
- Dacnis venusta
- Dacnis cayana
- Banansmyg Coereba flaveola
- Tiaris olivacea
- Pinaroloxias inornata' Endast på avlägsna öar, sårbar
- Sporophila bouvronoides
- Sporophila lineola
- Sporophila funerea
- Sporophila nuttingi
- Sporophila corvina
- Sporophila schistacea
- Vithalsad frötangara Sporophila morelleti
- Sporophila nigricollis
- Sporophila minuta
- Emberizoides herbicola
- Svartkronad saltator Saltator atriceps

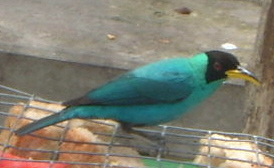
Chlorophanes spiza

- Saltator maximus
- Saltator grossus
- Saltator grandis
- Saltator striatipectus